# Atentados na Nigéria em dezembro de 2011
Em 25 de Dezembro de 2011, houve uma série de ataques durante a celebração de cultos no dia de Natal em igrejas cristãs no norte da Nigéria. Houve explosões e tiroteios em igrejas de Madalla (perto da capital Abuja), Jos, Gadaka e Damaturu. Pelo menos 39 pessoas foram mortas. Horas mais tarde a Boko Haram, uma seita muçulmana na Nigéria, assumiu a responsabilidade dos ataques.